# Тлали, Мириам
Мириам Тлали (англ. Miriam Masoli Tlali, 11 ноября 1933, Дорнфонтейн, Трансвааль — 24 февраля 2017, Дорнфонтейн, Гаутенг) — южноафриканская писательница. Первая чернокожая женщина из ЮАР, опубликовавшая роман. Она также одна из первых начала писать о восстании в Соуэто.

## Биография
Мириам Тлали родилась 11 ноября 1933 года в Доорнфонтейне, Йоханнесбург, ЮАР. Она ходила в англиканскую школу Св. Киприяна, а потом в среднюю школу Мадибане (англ. Madibane). Мириам училась в Витватерсрандскому университете, который вскоре был закрыт для темнокожих из-за политики апартеида. Затем она продолжила обучение в Национальном университете Лесото (Рома, округ Масеру, Лесото), которое она была вынуждена оставить за неимением средств, и стала делопроизводителем.
Её первая книга, «Мюриэль в Метрополитен» (англ. Muriel at Metropolitan, 1979; первоначальное название — «Меж двух миров», англ. Between Two Worlds) является полуавтобиографическим романом, «точка зрения которого является новой для южноафриканской литературы». Среди её позднейших работ: «Амандла» (англ. Amandla) (1980), «Михлоти» (англ. Mihloti) (1984) и «Следи на болоте» (англ. Footprints in the Quag) (1989).

## Награды и почести
В 1995 году Департамент искусств, культуры, науки и технологий правительства ЮАР наградил Тлали премией за литературные достижения. В 2008 году она получила президентскую награду Ikhamanga Silver. 
11 ноября 2018 года Google отметил её заслуги дудлом.